# Kretek (sigaret)

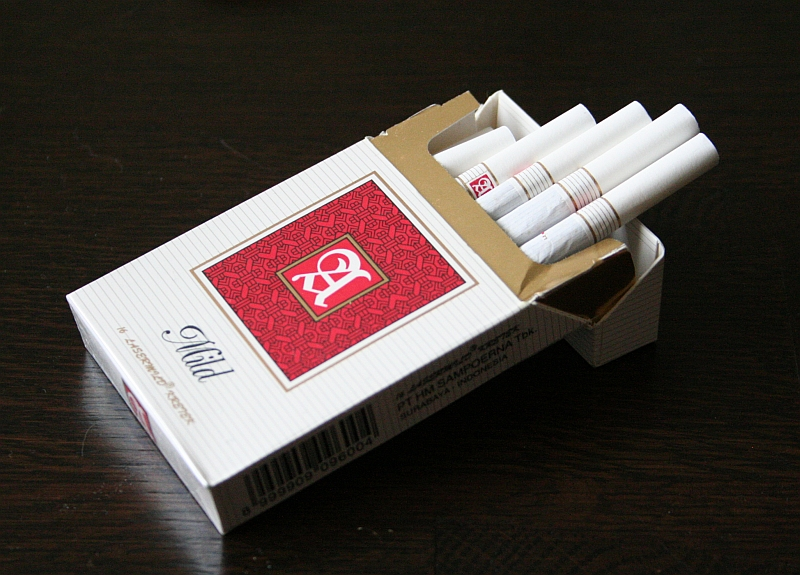
Kreteksigaretten van het merk Sampoerna

Een Kretek is een sigaret met kruidnagel als kenmerkend bestanddeel. Uitspraak kretek: krèttèk, met de klemtoon op de eerste lettergreep.
Traditioneel bevat de kretek twee delen tabak en één deel kruiden. De kretek-sigaretten danken hun naam aan het feit dat ze door de etherische olie knetteren wanneer ze worden aangestoken (onomatopee). De combinatie van de etherische olie met de kruidnagel geeft de (brandende) sigaret een kenmerkende geur.
Haji Jamhari, een inwoner van de plaats Kudus op Midden-Java, maakte de eerste kreteks in het begin van de jaren 80 van de 19e eeuw. Aanvankelijk werden kreteks met de hand gerold in huis of in een kleinschalig bedrijf en was de productie in handen van Javanen. Chinese ondernemers speelden al snel een sleutelrol bij grootschalige productie van kreteks met merken als Djarum, Bentoel, Gudang Garam, Sampoerna en Djie Sam Soe (= 234 in het Hokkien Chinees). Vanaf 1968 werd de productie gemechaniseerd, al blijft een groot deel van de productie handwerk.
Vrouwen zijn sterk vertegenwoordigd in de productie van de kreteks; ruim 90% van de werknemers actief in deze sector is vrouw. Er zijn iets meer dan 300.000 mensen betrokken bij de productie. Zo'n 94% van de werknemers is betrokken bij de handmatige productie en de resterende 6% bij de machinale productie. Kreteks worden relatief laag belast omdat ze zo een belangrijke rol spelen in de werkgelegenheid van laaggeschoolden. Vanaf 2017 is de tabaksaccijns op handgerolde kreteks 20-33% van de minimumverkoopprijs, terwijl dit op 45-51% ligt voor machinaal gemaakte kreteks.
In 2015 telde Indonesië 73,6 miljoen rokers, dat is 40% van de volwassen bevolking. Vooral mannen roken, want het aandeel vrouwen dat rookt was minder dan 7% in hetzelfde jaar. Nog steeds is de kreteksigaret bijzonder populair in Indonesië. De productie, die vrijwel gelijk is aan de consumptie, blijkt uit de onderstaande tabel.
| Jaar | Kreteksigaretten (miljard) | Marktaandeel in Indonesië |
| ---- | -------------------------- | ------------------------- |
| 1999 | 196                        | 87%                       |
| 2000 | 207                        | 89%                       |
| 2001 | 202                        | 89%                       |
| 2002 | 187                        | 87%                       |
| 2003 | 180                        | 91%                       |
| 2004 | 187                        | 92%                       |
| 2005 | 203                        | 92%                       |

Net als gewone sigaretten bevatten kreteks ook nicotine en veel kankerverwekkende chemicaliën die schadelijk zijn voor zowel rokers als niet-rokers. Het roken hiervan kan leiden tot nicotineverslaving en kan longkanker en andere longaandoeningen veroorzaken.

## Trivia
- In Nederland mogen kretek-sigaretten sinds 20 mei 2017 niet meer verkocht worden.[4]